# Alan Rodger
Pour les articles homonymes, voir Rodger.
Alan Ferguson Rodger (18 septembre 1944 - 26 juin 2011) est un universitaire écossais, avocat et juge de la Cour suprême du Royaume-Uni.
Il occupe le poste de Lord Advocate, le juriste principal d'Écosse, avant de devenir Lord Justice General et Lord President de la Court of Session, le chef de la justice du pays. Il est ensuite nommé Lord of Appeal in Ordinary (Law Lord) et devient juge de la Cour suprême lorsque les fonctions judiciaires de la Chambre des lords sont transférées à cette Cour.

## Biographie
Alan Rodger est né le 18 septembre 1944 à Glasgow , fils du professeur T Ferguson Rodger, professeur de médecine psychologique à l'Université de Glasgow, et de Jean Margaret Smith Chalmers, et fait ses études à la Kelvinside Academy indépendante de la ville . Il étudie à l'Université de Glasgow, où il obtient une maîtrise, et à la faculté de droit de l'Université, avec un LLB. Il étudie ensuite au New College, Oxford sous David Daube, professeur Regius de droit civil, où il obtient une maîtrise et un doctorat en droit, et est chercheur Dyke Junior au Balliol College, Oxford, de 1969 à 1970 et Fellow du New College de 1970 à 1972.
Il devient avocat en 1974  et est greffier de la Faculté des avocats de 1976 à 1979. Il est membre de la Mental Welfare Commission pour l'Écosse de 1981 à 1984 et est nommé Conseiller de la reine en 1985 . Il est avocat adjoint de 1985 à 1988 et est nommé Solliciteur général pour l'Écosse en 1989, promu Lord Advocate en 1992, et est créé pair à vie en tant que baron Rodger d'Earlsferry, d'Earlsferry dans le district de North East Fife le 29 avril 1992 et est nommé au Conseil privé.
Rodger est nommé sénateur du Collège de justice, juge de la Haute Cour de justice et de la Cour de session, en 1995, Il devient Lord Justice General et Lord President en 1996. Il est nommé Lord of Appeal in Ordinary en 2001, à la retraite de James Clyde (en). Lui et neuf autres Lords of Appeal in Ordinary deviennent juges de la Cour suprême lors de la création de cet organe le 1er octobre 2009.
Alan Rodger est élu Fellow de la British Academy en 1991, et la même année est le Maccabaean Lecturer à l'Académie. Il est nommé membre de la Royal Society of Edinburgh et conseiller honoraire au Lincoln's Inn en 1992, et conseiller honoraire de l'Inn of Court of Northern Ireland en 1998. Il reçoit des diplômes honorifiques de doctorat en droit (LLD) des universités de Glasgow (1995), d'Aberdeen (1999) et d'Édimbourg (2001).
Il est le visiteur du St Hugh's College, Oxford en 2003  High Steward de l'Université d'Oxford en 2008, et professeur honoraire à la faculté de droit de l'Université de Glasgow en juillet 2009 .
Alan Rodger est décédé le 26 juin 2011 des suites d'une courte maladie .